# 9022 Drake
A 9022 Drake (ideiglenes jelöléssel 1988 PC1) a Naprendszer kisbolygóövében található aszteroida. Carolyn Jean Spellmann Shoemaker és Eugene Merle Shoemaker fedezte fel 1988. augusztus 14-én.